# 1979 en Ukraine
Chronologie de l'Ukraine
- 1975
- 1976
- 1977
- 1978
- 1979
- 1980
- 1981
- 1982
- 1983

Cette page concerne les événements survenus en 1979 en Ukraine  :

## Événement
- Collision aérienne de Dniprodzerjynsk
- Klivazh explosion nucléaire souterraine.

## Sport
- Championnat d'Ukraine de football 1979-1980
- Coupe d'Ukraine de football 1979-1980

## Création
- Raïon d'Orativ
- Albertirsa–Zakhidnoukrainska–Vinnytsia powerline mise en service de la ligne électrique.
- Stade Avangard de Pripyat
- Réserve naturelle de Karadag
- Lisova (métro de Kiev),
- Classe Ukraine deux bateaux fluviaux du Danube.

## Décès
- Sonia Delaunay artiste peintre d'origine ukrainienne.